# Paúl Uscanga
Francisco Paúl Uscanga Gutiérrez (nacido el 25 de marzo de 1991) es un futbolista mexicano que juega como mediocampista y su equipo actual es el Cancún FC de la Liga de Expansión MX.

## Futbolista

### Veracruz
Comenzó su joven carrera en las fuerzas inferiores del Veracruz, anotando 12 goles en 33 partidos.

### León
En el 2008 se trasladó hasta el León, pero nunca encontró el fondo de la red durante 4 juegos. Se fue a probar suerte con el Atlante, volviendo al equipo esmeralda en el 2010. Sin embargo tuvo problemas de indisciplina y terminó por ser separado del club verde.

### Potros Chetumal
Más tarde firmó con Potros Chetumal , equipo filial del Atlante . Impresionó al entrenador del primer equipo del Atlante, José Guadalupe Cruz lo llamó al primer equipo el 24 de enero de 2009, durante una derrota por 2-0 ante Monarcas Morelia . Uscanga jugó solo 1 minuto, más el descuento en este juego.

### Mérida
Tras no tener suerte, en 2010 llega a jugar con los Venados del Mérida en la Liga de Ascenso de México, aunque se reportó un corto tiempo con Atlante en 2011, siguió jugando con el equipo yucateco hasta el 2012.

### Atlante
En el 2012, por fin llega de manera definitiva con los Potros de Hierro del Atlante, en plena crisis atlantista, ya que el club azulgrana se encontraba en serios problemas de descenso. En el 2014, los Potros pierden la categoría y se resignan a tener que jugar en la Liga de Ascenso de México.
Ya instalados en la Liga de Ascenso, se convierte en un referente de la plantilla azulgrana. En el Apertura 2014, los potros son eliminados en cuartos de final, tras ser eliminados por el Necaxa. Para el Clausura 2015, los potros tienen un arranque muy importante, al ligar 4 triunfos en el mismo número de juegos disputados.

## Clubes

### Trayectoria
| Club            | País   | Categoría            | Año           |
| --------------- | ------ | -------------------- | ------------- |
| Potros Chetumal | México | Primera División "A" | 2009          |
| Atlante UTN     | México | Ascenso MX           | 2009          |
| León            | México | Ascenso MX           | 2010          |
| CF Mérida       | México | Ascenso MX           | 2011-2012     |
| Atlante         | México | Liga MX              | 2013-2014     |
| Atlante         | México | Ascenso MX           | 2014-2018     |
| Querétaro FC    | México | Liga MX              | 2018          |
| Venados FC      | México | Ascenso MX           | 2019-2020     |
| Tlaxcala FC     | México | Expansión MX         | 2020-2021     |
| Cancún FC       | México | Expansión MX         | 2021-Presente |

### Estadística
| Club                     | Div.                | Temporada           | Liga  | Liga  | Copa  | Copa  | Copa Internacional | Copa Internacional | Total | Total |
| Club                     | Div.                | Temporada           | Part. | Goles | Part. | Goles | Part.              | Goles              | Part. | Goles |
| ------------------------ | ------------------- | ------------------- | ----- | ----- | ----- | ----- | ------------------ | ------------------ | ----- | ----- |
| León · México            | 2a.                 | 2008/09             | 3     | 0     | -     | -     | -                  | -                  | 3     | 0     |
| León · México            | Total               | Total               | 3     | 0     | -     | -     | -                  | -                  | 3     | 0     |
| Potros Chetumal · México | 2a.                 | 2009/10             | 0     | 0     | -     | -     | -                  | -                  | 0     | 0     |
| Potros Chetumal · México | Total               | Total               | 0     | 0     | -     | -     | -                  | -                  | 0     | 0     |
| León · México            | 2a.                 | 2010                | 3     | 0     | -     | -     | -                  | -                  | 3     | 0     |
| León · México            | Total               | Total               | 3     | 0     | -     | -     | -                  | -                  | 3     | 0     |
| · Mérida · México        | 2a.                 | 2011                | 6     | 0     | -     | -     | -                  | -                  | 6     | 0     |
| · Mérida · México        | 2a.                 | 2011/12             | 14    | 0     | -     | -     | -                  | -                  | 14    | 0     |
| · Mérida · México        | 2a.                 | 2012                | 11    | 0     | 6     | 0     | -                  | -                  | 17    | 0     |
| · Mérida · México        | Total               | Total               | 31    | 0     | 6     | 0     | -                  | -                  | 37    | 0     |
| · Atlante · México       | 1a.                 | 2013                | 11    | 1     | -     | -     | -                  | -                  | 11    | 1     |
| · Atlante · México       | 1a.                 | 2013/14             | 16    | 0     | 2     | 0     | -                  | -                  | 18    | 0     |
| · Atlante · México       | 2a.                 | 2014/15             | 23    | 6     | 4     | 0     | -                  | -                  | 26    | 6     |
| · Atlante · México       | 2a.                 | 2015/16             | 40    | 4     | 4     | 0     | -                  | -                  | 44    | 4     |
| · Atlante · México       | Total               | Total               | 89    | 11    | 10    | 0     | -                  | -                  | 99    | 11    |
| Total en su carrera      | Total en su carrera | Total en su carrera | 124   | 11    | 16    | 0     | 0                  | 0                  | 140   | 11    |

- Datos actualizados al 20 de marzo  de 2015.